# Phryganogryllacris subrectis
Phryganogryllacris subrectis är en insektsart som först beskrevs av Matsumura, S. och Tokuichi Shiraki 1908.  Phryganogryllacris subrectis ingår i släktet Phryganogryllacris och familjen Gryllacrididae. Inga underarter finns listade i Catalogue of Life.